# Beatrice (Alabama)
Beatrice é uma cidade  localizada no estado americano do Alabama, no Condado de Monroe.

## Demografia
Segundo o censo americano de 2000, a sua população era de 412 habitantes. 
Em 2006, foi estimada uma população de 398, um decréscimo de 14 (-3.4%).

## Geografia
De acordo com o United States Census Bureau, a localidade tem uma área de 3,5 km², sem área coberta por água. Beatrice localiza-se a aproximadamente 134 m acima do nível do mar.

## Localidades na vizinhança
O diagrama seguinte representa as localidades num raio de 40 km ao redor de Beatrice. 